# Göteborg Challenger
Il Göteborg Challenger è stato un torneo professionistico di tennis giocato su campi in cemento indoor. Faceva parte dell'ATP Challenger Series. L'unica edizione si è disputata a Göteborg in Svezia.

## Albo d'oro

### Singolare
| Anno | Campione     | Finalista      | Punteggio |
| ---- | ------------ | -------------- | --------- |
| 1993 | Jeremy Bates | Alex Rădulescu | 6–2, 6–3  |

### Doppio
| Anno | Campioni                     | Finalisti                   | Punteggio |
| ---- | ---------------------------- | --------------------------- | --------- |
| 1993 | Jeremy Bates Chris Wilkinson | Andrew Foster Ross Matheson | 7–6, 6–3  |